# Video installazione
La video installazione è un tipo di arte visiva sviluppata intorno agli anni sessanta. Ma la sua genesi si può trovare già nel Manifesto del movimento spaziale per la televisione (1952) firmato dal gruppo di artisti aderenti allo Spazialismo fondato da Lucio Fontana .Si tratta di un'installazione costituita da immagini  in movimento, mediata da uno schermo che ha come sua caratteristica principale il creare e rappresentare, per mezzo di una proiezione video o l'uso di monitor o altri dispositivi tecnologici, una realtà altra e artefatta con l'obiettivo di provocare nello spettatore particolari emozioni fruite in un dato contesto. La video installazione ha come prerogativa quella di proiettare sullo schermo la realtà spaziale voluta dall'artista.
Questa rappresentazione tridimensionale è in continuo mutamento e coinvolge l'utente totalmente, rendendolo protagonista di questa realtà parallela ma soprattutto parte integrante dell'opera stessa. Lo spettatore non è posto di fronte all'opera in maniera distaccata, ma è catapultato e proiettato in essa, come se si trovasse in una realtà altra.
Il pubblico, come anche il luogo della proiezione, sono elementi essenziali dell'installazione. Ciò comporta che il loro variare determini sempre il mutare dell'installazione, a seconda dei luoghi e dei fruitori. Mutano così anche gli esiti dell'opera e le sue possibilità di lettura.

## Artisti che lavorano con la videoinstallazione
- Nam June Paik
- Bruce Nauman
- Vito Acconci
- Wolf Vostell
- Dara Birnbaum
- Bill Viola
- Gary Hill
- Robert Cahen
- Chris Cunningham
- Pipilotti Rist
- Elastic Group of Artistic Research
- Tony Oursler
- Pierre Huyghe
- Lennie Lee
- Katja Loher
- Anthony McCall
- Fabrizio Plessi
- Stefano Cagol
- Chiara Passa[1]
- Lara Schilirò